# Ladies European Tour 2016
Le Ladies European Tour 2016 est le circuit européen de golf féminin qui se déroule sur l'année 2016. L'évènement est organisé par la Ladies European Tour, et la plupart des tournois se tiennent en Europe. La saison s'articule autour de vingt-trois tournois dont les deux tournois majeurs disputés en Europe que sont l'Open britannique et l'Evian Masters.

## Calendrier
| Date               | Tournoi                               | Vainqueur                                                          | Notes                                                                |
| ------------------ | ------------------------------------- | ------------------------------------------------------------------ | -------------------------------------------------------------------- |
| 12 au 14 février   | Open de Nouvelle-Zélande              | Lydia Ko (5)                                                       | Co-sanctionnée par l'ALPG Tour                                       |
| 18 au 21 février   | Open d'Australie                      | Haru Nomura (n/a)                                                  | Co-sanctionnée par l'ALPG Tour et le LPGA Tour                       |
| 25 au 28 février   | RACV Ladies Masters                   | Jiyai Shin (4)                                                     | Co-sanctionnée par l'ALPG Tour                                       |
| 10 au 13 mars      | Championnats du monde de golf féminin | Lee Jung-min (1) - individuel Lee Jung-min & Ko Jin-young - équipe | Co-sanctionnée par le LPGA of Korea Tour et le China LPGA Tour       |
| 5 au 8 mai         | Lalla Meryem Cup                      | Nuria Iturrios (1)                                                 |                                                                      |
| 12 au 15 mai       | Buick Championship                    | Shanshan Feng (6)                                                  | Co-sanctionnée par le China LPGA Tour                                |
| 17 au 19 juin      | Tipsport Golf Masters                 | Nanna Koerstz Madsen (1)                                           |                                                                      |
| 21 au 24 juillet   | Open d'Écosse                         | Isabelle Boineau (1)                                               |                                                                      |
| 28 au 31 juillet   | Open Britannique                      | Ariya Jutanugarn (2)                                               | Co-sanctionnée par le LPGA Tour                                      |
| 17 au 20 août      | Jeux olympiques                       | Inbee Park (n/a)                                                   |                                                                      |
| 8 au 11 septembre  | ISPS Handa Ladies European Masters    | I.K. Kim (3)                                                       |                                                                      |
| 15 au 18 septembre | The Evian Championship                | Chun In-gee (n/a)                                                  | Co-sanctionnée par le LPGA Tour                                      |
| 22 au 25 septembre | Open d’Andalousie Féminin             | Azahara Muñoz (4)                                                  |                                                                      |
| 6 au 9 octobre     | Lacoste Ladies Open de France         | Beth Allen (2)                                                     |                                                                      |
| 13 au 16 octobre   | Xiamen International Ladies Open      | Anne van Dam (1)                                                   | Co-sanctionnée par le China LPGA Tour                                |
| 27 au 30 octobre   | Sanya Ladies Open                     | Supamas Sangchan (1)                                               | Co-sanctionnée par le LAGT et le China LPGA Tour                     |
| 3 au 6 novembre    | Fatima Bint Mubarak Ladies Open       | Beth Allen (3)                                                     | Nouveau tournoi                                                      |
| 11 au 13 novembre  | Hero Women's Indian Open              | Aditi Ashok (1)                                                    | Co-sanctionnée par le LAGT                                           |
| 23 au 26 novembre  | Qatar Ladies Open                     | Aditi Ashok (2)                                                    | Nouveau tournoi                                                      |
| 2 au 4 décembre    | Kowa Queens Cup-Team Match Play       | LPGA of Korea Tour                                                 | Tournoi de match play en équipe, co-sanctionnée par le LPGA of Japan |
| 7 au 10 décembre   | Omega Dubai Ladies Masters            | Shanshan Feng (7)                                                  | Réduit à 54 trous                                                    |

## Classement
| Rang | Joueuse                 | Pays       | Gain (€) |
| ---- | ----------------------- | ---------- | -------- |
| 1    | Beth Allen              | États-Unis | 313 079  |
| 2    | Aditi Ashok             | Inde       | 206 665  |
| 3    | Florentyna Parker       | Angleterre | 175 362  |
| 4    | Georgia Hall            | Angleterre | 170 940  |
| 5    | Isabelle Boineau        | France     | 156 116  |
| 6    | Nanna Koerstz Madsen    | Danemark   | 142 466  |
| 7    | Emily Kristine Pedersen | Danemark   | 131 944  |
| 8    | Caroline Hedwall        | Suède      | 110 095  |
| 9    | Camilla Lennarth        | Suède      | 108 694  |
| 10   | Nuria Iturrios          | Espagne    | 103 220  |

Source:

## Référence
1. ↑  (en-GB) « 2016 Order of Merit », Ladies European Tour (consulté le 10 décembre 2016)